# Paroctopus
Paroctopus is een geslacht van inktvissen uit de familie van Octopodidae.

## Soorten
- Paroctopus digueti (Perrier & Rochebrune, 1894)
- Paroctopus mercatoris (Adam, 1937)

### Taxon inquirendum
- Paroctopus araneoides Taki, 1964

### Synoniemen
- Paroctopus asper Akimushkin, 1963 => Enteroctopus dofleini (Wülker, 1910)
- Paroctopus dofleini (Wülker, 1910) => Enteroctopus dofleini (Wülker, 1910)
- Paroctopus megalops Taki, 1964 => Octopus megalops (Taki, 1964)=> Octopus hongkongensis (Hoyle, 1885)
- Paroctopus zealandicus Benham, 1944 => Enteroctopus zealandicus (Benham, 1944)